# 195 Евріклея
195 Евріклея (195 Eurykleia) — астероїд головного поясу, відкритий 19 квітня 1879 року.